# Misaki Emura
Misaki Emura, född 20 november 1998 i Oita, är en japansk fäktare som tävlar i sabel.

## Karriär
Vid OS 2024 ingick Emura i det japanska laget som tog brons i sabel.